# Tournoi britannique de rugby à XV 1932
Navigation
Tournoi 1931 Tournoi 1933
Le Tournoi britannique de rugby à XV 1932 (du 16 janvier au 19 mars 1932) est remporté conjointement par l’Irlande, le pays de Galles et l’Angleterre avec deux victoires chacun. La France est exclue du Tournoi pour des faits de professionnalisme dans le championnat de France. Elle est réadmise à compter de l'édition de 1947.

## Classement
LÉGENDE :

J matches joués, V victoires, N matches nuls, D défaites,

PP points marqués, PC points encaissés, Δ différence de points PP-PC,

Pts points de classement 
(barème: 2 points pour une victoire, 1 point en cas de match nul, rien pour une défaite,)

T tenant du titre 1931.
| Rang | Nations            | J | V | N | D | PP | PC | Δ   | Pts |
| ---- | ------------------ | - | - | - | - | -- | -- | --- | --- |
| 1    | Irlande            | 3 | 2 | 0 | 1 | 40 | 29 | +11 | 4   |
| 1    | Pays de Galles (T) | 3 | 2 | 0 | 1 | 28 | 17 | +11 | 4   |
| 1    | Angleterre         | 3 | 2 | 0 | 1 | 32 | 23 | +9  | 4   |
| 4    | Écosse             | 3 | 0 | 0 | 3 | 11 | 42 | -31 | 0   |

Nota :
L'Irlande bat le pays de Galles par 12 à 10, ce qui départage deux équipes ayant la même différence de points (+11).

## Résultats
| 16 janvier 1932, Swansea   | Pays de Galles | 12 - 5  | Angleterre     |
| 6 février 1932, Édimbourg  | Écosse         | 00 - 6  | Pays de Galles |
| 13 février 1932, Dublin    | Irlande        | 08 - 11 | Angleterre     |
| 27 février 1932, Édimbourg | Écosse         | 08 - 20 | Irlande        |
| 12 mars 1932, Cardiff      | Pays de Galles | 10 - 12 | Irlande        |
| 19 mars 1932, Londres      | Angleterre     | 16 - 3  | Écosse         |